# Bon (linguagem de programação)
Bon é uma linguagem de programação criada por Ken Thompson em 1969, na época em que trabalhava no desenvolvimento do Multics. Supostamente, o nome é uma homenagem à Bonnie, esposa de Thompson.